# Los 3 Mosqueteros
Para la novela, véase: Los tres mosqueteros
Los 3 Mosqueteros fue un grupo de hip hop originario de Puerto Rico, el cual se fundó en 1995 hasta su desintegración musical en 1999. No obstante, el grupo apareció nuevamente en 2004 con nuevos integrantes pero sin éxito alguno.

## Carrera musical
Durante 1995, el grupo apareció por primera vez en la producción Eric Industry 3 de DJ Eric con la canción «Muerte 2» en colaboración de Prieto y New Flavor. Un año después, el grupo aparecería en la canción «Muerte 3» en colaboración de TNT para la producción Industry 4: The Return, dicha producción lograría cierto reconocimiento y de esta manera, el grupo también.
Lanzaron su primer álbum homónimo titulado Los 3 Mosqueteros en 1997, el cual contó con 11 canciones. A pesar de esto, los integrantes apostarían más por una carrera musical por separado y sus últimas participaciones se darían en la producción Industry 5 de 1998 con «Muerte 4» en colaboración de Asesino y en la producción La Industria Live de 1999 con dos canciones en vivo.
En 2004, el grupo aparecería de la mano de DJ Eric con nuevos integrantes, lanzando un álbum de estudio titulado De vuelta por primera vez, pero dicho álbum no logró ningún éxito y rápidamente, dicho grupo se desintegraría ese mismo año.

## Discografía
Álbumes de estudio
- 1997: Los 3 Mosqueteros
- 2004: De vuelta por primera vez

- Datos: Q112672149

1. 1 2  «DJ Eric une a MC Ceja, Polaco y Lito en “Los 3 mosqueteros"». 15 de mayo de 2020. Consultado el 23 de junio de 2022.
2. 1 2  DJ Eric - Los De Vuelta Por Primera Voz Album Reviews, Songs & More | AllMusic (en inglés), consultado el 23 de junio de 2022.
3. ↑  «"The Return Vol. 4" de DJ ERIC INDUSTRY». MinayaPR (en inglés estadounidense). 3 de abril de 2020. Consultado el 23 de junio de 2022.
4. ↑  «DJ Eric y La Industria En La Década Urbana Del “Underground”». ReggaetonSinLimite (en inglés estadounidense). 27 de mayo de 2016. Archivado desde el original el 23 de junio de 2022. Consultado el 23 de junio de 2022.
5. ↑  «DJ Playero, Dj Eric y Dj Negro aseguran que es más fácil ahora triunfar en el género». Primera Hora. 2 de diciembre de 2019. Consultado el 23 de junio de 2022.